# Силы самообороны Амбазонии
Си́лы Самообо́роны Амбазо́нии (англ. Ambazonia Defence Forces) — вооружённые формирования на территории непризнанного государства Амбазонии, созданные Управляющим советом Амбазонии (УСА) одновременно с заявлением о независимости Южного Камеруна 9 сентября 2017 года. Считается одной из самых значимых и влиятельных сил в Амбазонской войне.
Несмотря на тот факт, что большая часть сепаратистских военизированных образований воздерживались от вовлечения в вооружённый конфликт других сил, а также переноса боевых действий за пределы англоязычного региона, ССА с апреля 2021 года заключили союз с организацией «Коренные народы Биафры», а также наладили активное сотрудничество с их боевым крылом. Помимо этого, действующий главнокомандующий ССА Аяба Чо Лукас заявил, что КНБ готово начать активную фазу поддержки Амбазонии, если граждане Камеруна начнут восстание против действующего президента Поля Бийи.

## История
ССА ведет партизанскую войну против камерунских вооруженных сил в англоязычной части страны с сентября 2017 года и объявления данной частью Камеруна о своей независимости. В июне 2018 года было заявлено, что ССА имеет под своим командованием 1500 солдат, разбросанных по 20 базам на территории Южного Камеруна. Численно и материально уступая своему противнику, они полагаются на неожиданные атаки, засады и рейды, используя в своих интересах отличное знание местности. ССА стремится поднять затраты от военного присутствия Камеруна в регионе выше, чем ту прибыль, которую государство получает от данного региона. Также, в 2018 году власти Камеруна признали, что слабо контролируют ситуацию вне городов Южного Камеруна.  По словам журналиста, который провел время с ССА, это отчасти связано с плохой инфраструктурой в регионе, что затрудняет преследование партизан армией.
ССА лояльно относится к прочим силам, которые не входит в состав Временного правительства Амбазонии. Это привело к сложным отношениям с Временным правительством, которое изначально не поддерживало вооружённую борьбу. 9 ноября 2017 года Временное правительство осудило нападения ССА, в результате которых погибли трое жандармов Камеруна. Ненасильственная позиция Временного правительства изменилась в начале 2018 года, что открыло возможность более мирного сосуществования данных структур. Также в этот периода ССА отклонял предложения об интеграции в Совет самообороны Амбазонии, созданную Временным правительством для объединения всех сепаратистских ополченцев под одним знаменем. После смерти генерала Иво Мба и в декабре 2018 года Самуэль Икоме Сако сообщил о его важной роли в создании Амбазонии и призвал все сепаратистские ополчения «игнорировать наши незначительные разногласия» и объединиться под единым правительственным органом.
В марте 2019 года лидер ССА объявил, что они перенесут войну во франкоязычные части Камеруна. Уже через неделю сепаратисты — возможно, ССА — совершили налёт на Пенда-Мбоко, прибрежный регион Камеруна и ранили трех жандармов. Это было совершено вопреки политике Временного правительства, которое подчеркивало, что война должна происходить исключительно в пределах границ Южного Камеруна.
В конце августа 2019 года ССА объявили, что планируется полугодовая приостановка боевых действий для реорганизации ССА. Это было сделано в ответ на пожизненные приговоры, которые только что были вынесены Сисику Юлиусу Аюку Табе и девяти другим задержанным лидерам сепаратистов военным трибуналом в Яунде.
После как минимум пяти случаев в январе 2020 года, когда разгневанные сельские жители нападали на лагеря сепаратистов, ССА открыто осудил военные преступления, совершенные другими сепаратистами. Бойцам ССА был дан приказ арестовывать всех, кто был уличен в терроризме мирных жителей, в том числе других сепаратистов. Позднее в том же месяце Силы восстановления Южного Камеруна, возглавляемые генералом Чачей, похитили 40 военных ССА, шестеро из которых были казнены.
Когда Объединённый фронт южно-камерунского консорциума Амбазонии (ОФЮККА) и Национальный совет Южного Камеруна (НСЮК) объявили о 14-дневном прекращении огня в конце марта 2020 года из-за пандемии COVID-19, УСА заявила, что ССА сделает то же самое, если камерунские войска не будут покидать свои базы на время прекращения огня.
В ответ на операцию «Bamenda Clean» ССА призвал местных жителей восстать против камерунской армии.
В марте 2021 года так называемый «генерал Эфанг» из ССА публично извинился перед населением за военные преступления, совершенные некоторыми сепаратистскими элементами. Он утверждал, что боевики-сепаратисты, нарушающие права мирных жителей, часто находились под воздействием наркотиков, и сетовал на то, что это привело к созданию проправительственных местных военизированных формирований.
9 апреля 2021 года УСА официально вступила в союз с организацией «Коренные народы Биафры». По словам заместителя министра обороны ССА Даниэля Каапо, это повлечет за собой проведение совместных военных операций, создание совместных учебных баз, а также позволит объединить усилия по захвату общей границы и обеспечению свободного потока оружия. Альянс был осуждён Временным правительством Амбазонии, а также другими сепаратистскими группами Биафры.

## Цели и политика ССА

### Основные декларированные цели и методы борьбы
Самопровозглашенная цель ССА — обеспечить независимость англоязычных регионов Камеруна и сформировать новое государство, известное как Амбазония. Первоначально её деятели проповедовали ненасилие в 2016 и 2017 годах, но это кредо начало терять актуальность после жестокого подавления правительством протестного движения. В результате ССА и другие движения приняли доктрину сепаратизма посредством вооружённого сопротивления. ССА открыто осуждает мирные протесты и акции гражданского неповиновения как неэффективные для защиты интересов англоязычных регионов Камеруна. Более непосредственные цели организации включают защиту англоговорящих жителей Камеруна от репрессий правительства Камеруна.
Значительно уступая в численности, вооружении и снабжении в конфликте с камерунским правительством, ССА обратился к альтернативному и бездоказательному источнику силы: традиционным практикам колдовства. Боевики ССА верят в магию, известную как Одеши, в которой талисманы, такие как амулеты и ожерелья, обладают защитной силой. Амулеты обычно изготавливаются народными знахарями и целителями и предназначены для защиты плохо вооруженных боевиков ССА от пуль камерунских правительственных войск. Считается, что каждый амулет производит определённый эффект, такой как невидимость владельца или заклинивание оружия противника. Чтобы Одеши была эффективной, верующие должны следовать ряду правил, таких как борьба за правое дело или принятие определённой диеты. Система верований боевиков ССА также включает зелье, известное как джу-джу, которое считается обеспечивающим аналогичную защиту в бою.

### Политика в ССА
Хотя в состав ССА входят политические активисты, группа в целом не принимала коллективного участия в политическом процессе Камеруна; скорее, оные стремится отделиться от этого процесса. В связи с этим ССА организовал нападения, чтобы сорвать президентские выборы в октябре 2018 года и помешать голосовать гражданам англоязычных регионов Камеруна. ССА также отказался сотрудничать с Временным правительством Амбазонии, официально провозглашенным правительством Амбазонского государства.

## Численность и снабжение
На момент 2019 года, оценка численности ССА невозможна и различными источниками представляются различные данные: от 100 человек и 500-1000 человек до 2000. Сообщается, что ССА является наиболее активной боевой организацией в движении за независимости Амбазонии, однако неясно, какой процент от общего числа боевиков принадлежит ССА.
По сообщениям ряда источников, вооружение ССА состоит из однозарядных винтовок, охотничьих карабинов, мачете, самодельных взрывных устройств и самодельного оружия, а также некоторых поставок от Нигерии. Ещё одним источником получения вооружения считаются захваты и вскрытие складов и схоронов, кражи у вооружённых сил Камеруна. Помимо этого, англоговорящие солдаты Камеруна часто дезертируют с военной службы вместе с оружием, пополняя ряды ССА.
Имеются сообщения, что ССА для финасирования своей деятельности похищает людей, требуя за их освобождение выкуп в размере от 100 000 до 1,5 млн франков КФА (170–2500 долларов США).

## Известные места расположения и активной деятельности
Первоначально ССА действовала в двух англоязычных провинциях Камеруна, Северо-Западном и Юго-Западном административных регионах. В 2017 году деятельность ССА поначалу ограничивалась департаментом Манью Северо-Западного региона и департаментом Мезам Юго-Западного региона. В 2018 году сфера деятельности ССА расширилась и теперь включает большинство департаментов обоих регионов. В Северо-Западном регионе ССА достоверно присутствует в трёх из семи департаментов: Мезам, Бойо и Момо. В Юго-Западном регионе ССА достоверно присутствует в пяти из шести департаментов: Манью, Фако, Лебьялем, Нидиан и Купе-Маненгуба. В начале 2019 года ССА объявила, что расширит свою деятельность на франкоязычные регионы Камеруна после того, как они окончательно установят правопорядок и полный контроль над заявленными территориями Амбазонии.
Будучи сепаратистской боевой организацией, ССА ставит во главу стратегии получение контроля над географическими районами, заявленными как часть Амбазонии. Из-за отсутствия в сельских районах Камеруна развитых дорог и инфраструктуры, ССА может удерживать под своим контролем обширные территории, труднодоступные для правительственных сил Камеруна.